# Санта-Ізабел (Португалія)
Санта-Ізабел (порт. Santa Isabel; МФА: [ˈsɐ̃.tɐ i.zɐ.ˈbɛɫ]) — парафія в Португалії, у муніципалітеті Лісабон. Розташована в західній частині країни, на теренах історичної португальської провінції Ештремадура. Входить до складу округу Лісабон. За адміністративним поділом, чинним до 1976 року, терени парафії були складовою провінції Ештремадура. Належить до Лісабонського патріархату Католицької церкви. Патрон — свята Ізабела. Площа — 0,6270 км². Населення — 6875 ос. (2011). Сильно урбанізований регіон. Густота населення — 10 964,91 осіб/км²
. Код — 110630.

## Географія

Райони Лісабона
Зони Лісабона

## Населення
| Кількість мешканців | Кількість мешканців | Кількість мешканців | Кількість мешканців | Кількість мешканців | Кількість мешканців | Кількість мешканців | Кількість мешканців | Кількість мешканців | Кількість мешканців | Кількість мешканців | Кількість мешканців | Кількість мешканців | Кількість мешканців | Кількість мешканців |
| ------------------- | ------------------- | ------------------- | ------------------- | ------------------- | ------------------- | ------------------- | ------------------- | ------------------- | ------------------- | ------------------- | ------------------- | ------------------- | ------------------- | ------------------- |
| 1864                | 1878                | 1890                | 1900                | 1911                | 1920                | 1930                | 1940                | 1950                | 1960                | 1970                | 1981                | 1991                | 2001                | 2011                |
| 12 186              | 16 181              | 25 767              | 31 957              | 41 759              | 44 176              | 59 020              | 67 535              | 72 377              | 14 950              | 12 155              | 11 683              | 9 249               | 7 270               | 6 875               |